# Л’Иль-Рус
Л’Иль-Рус (фр. L'Île-Rousse, корс. Isula Rossa) — коммуна во Франции, находится в регионе Корсика. Департамент коммуны — Верхняя Корсика. Административный центр кантона Л’Иль-Рус. Округ коммуны — Кальви.
Код INSEE коммуны — 2B134.

## Население
Население коммуны на 2008 год составляло 2925 человек.
| 1962 | 1968 | 1975 | 1982 | 1990 | 1999 | 2008 |
| ---- | ---- | ---- | ---- | ---- | ---- | ---- |
| 1678 | 2036 | 2360 | 2632 | 2288 | 2774 | 2925 |

## Экономика
В 2007 году среди 1678 человек в трудоспособном возрасте (15—64 лет) 1091 были экономически активными, 587 — неактивными (показатель активности — 65,0 %, в 1999 году было 61,8 %). Из 1091 активных работали 926 человек (537 мужчин и 389 женщин), безработных было 165 человек (61 мужчины и 104 женщины). Среди 587 неактивных 135 человек были учащимися или студентами, 127 — пенсионерами, 325 были неактивными по другим причинам.

## Фотогалерея

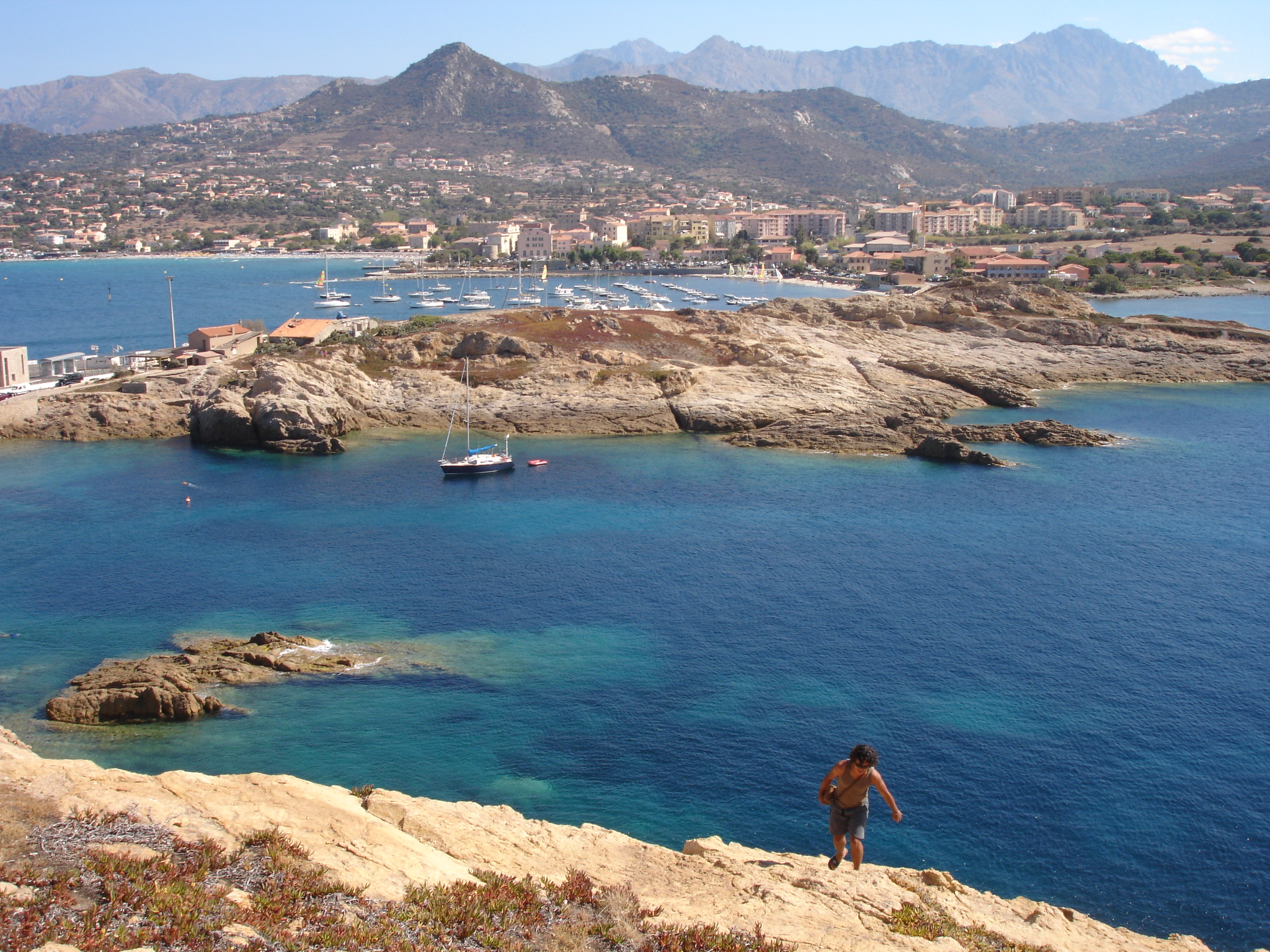
Л’Иль-Рус (вид с генуэзской башни)
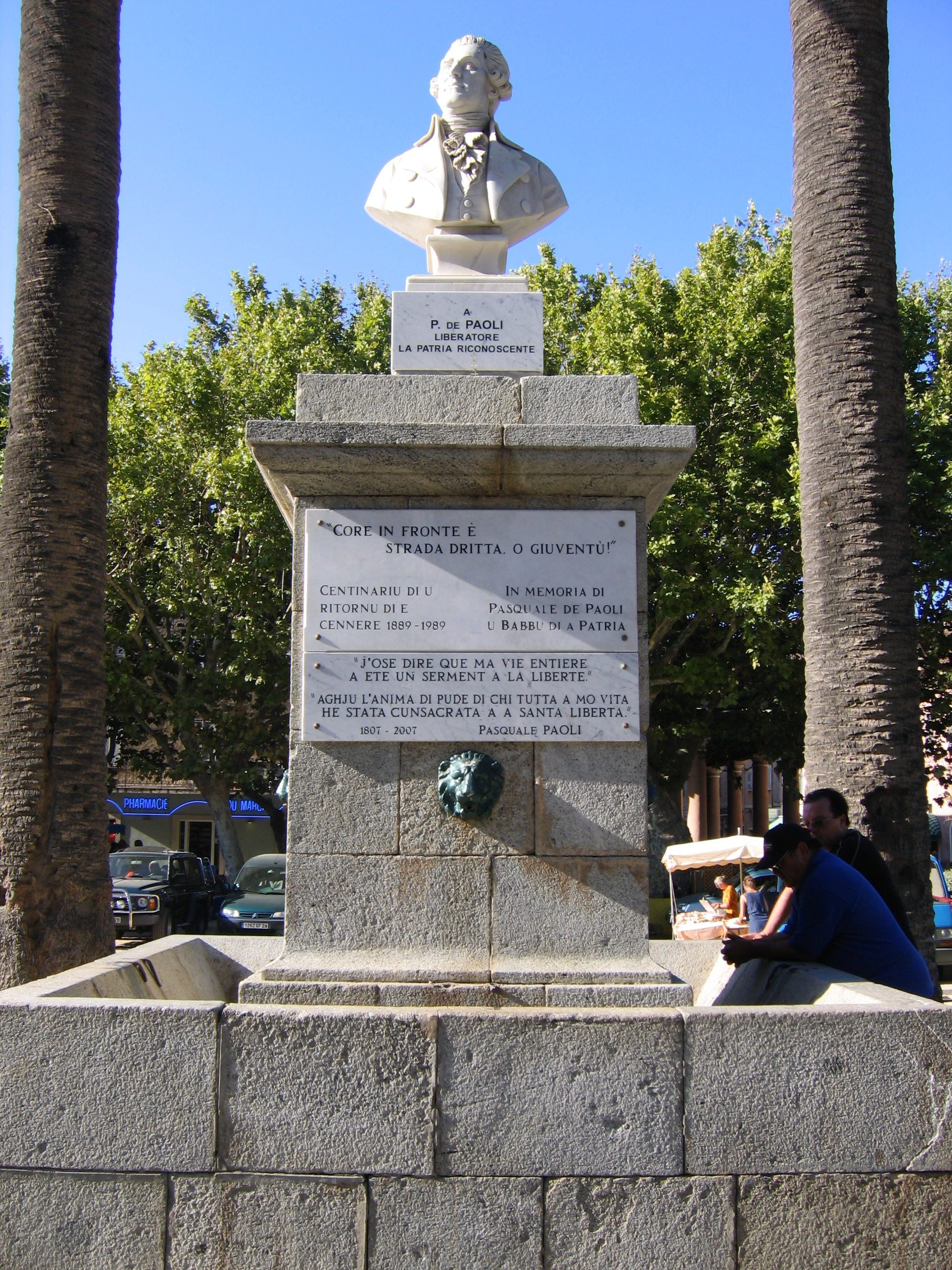
Памятник Паскалю Паоли
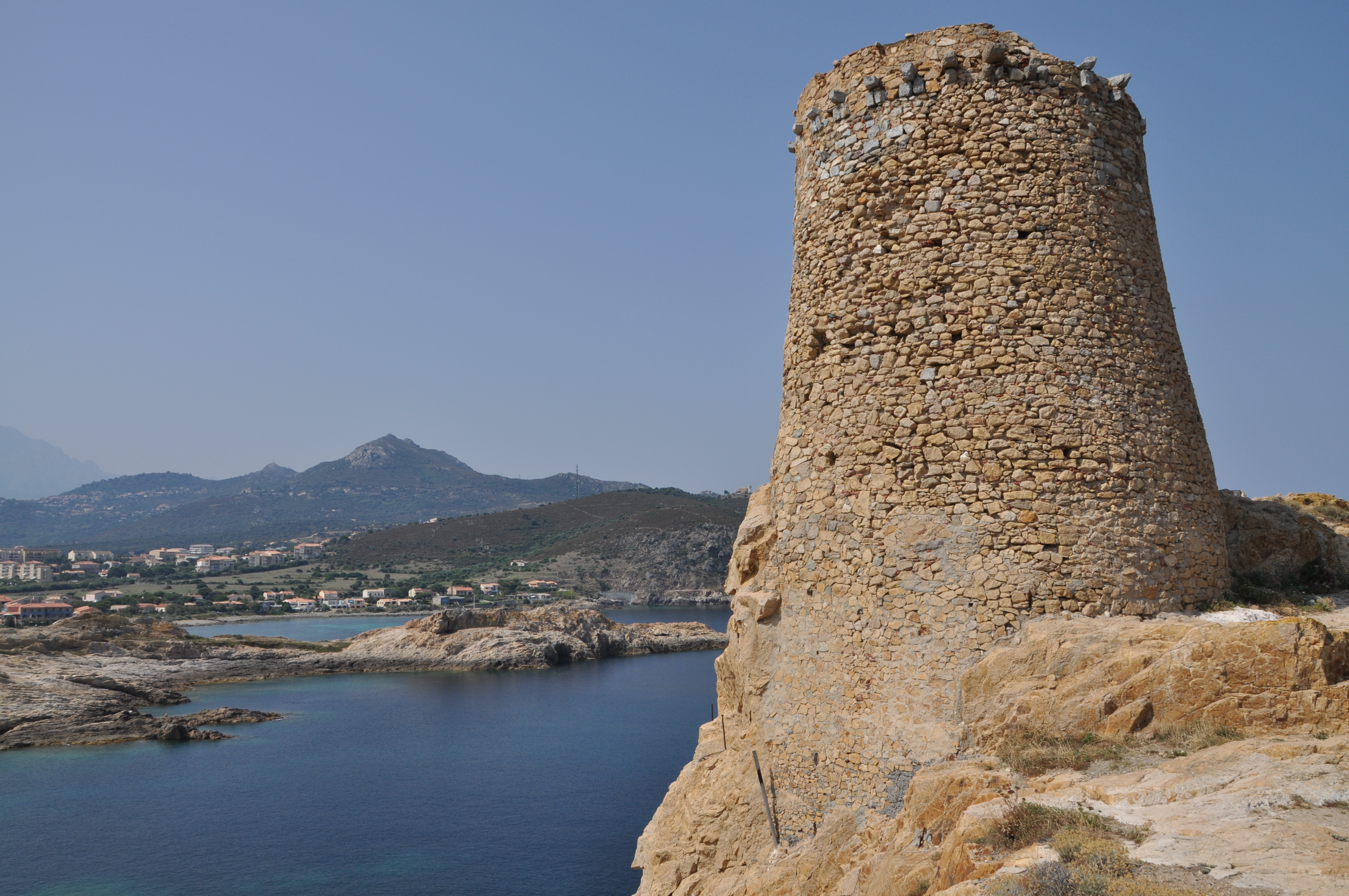
Генуэзская башня
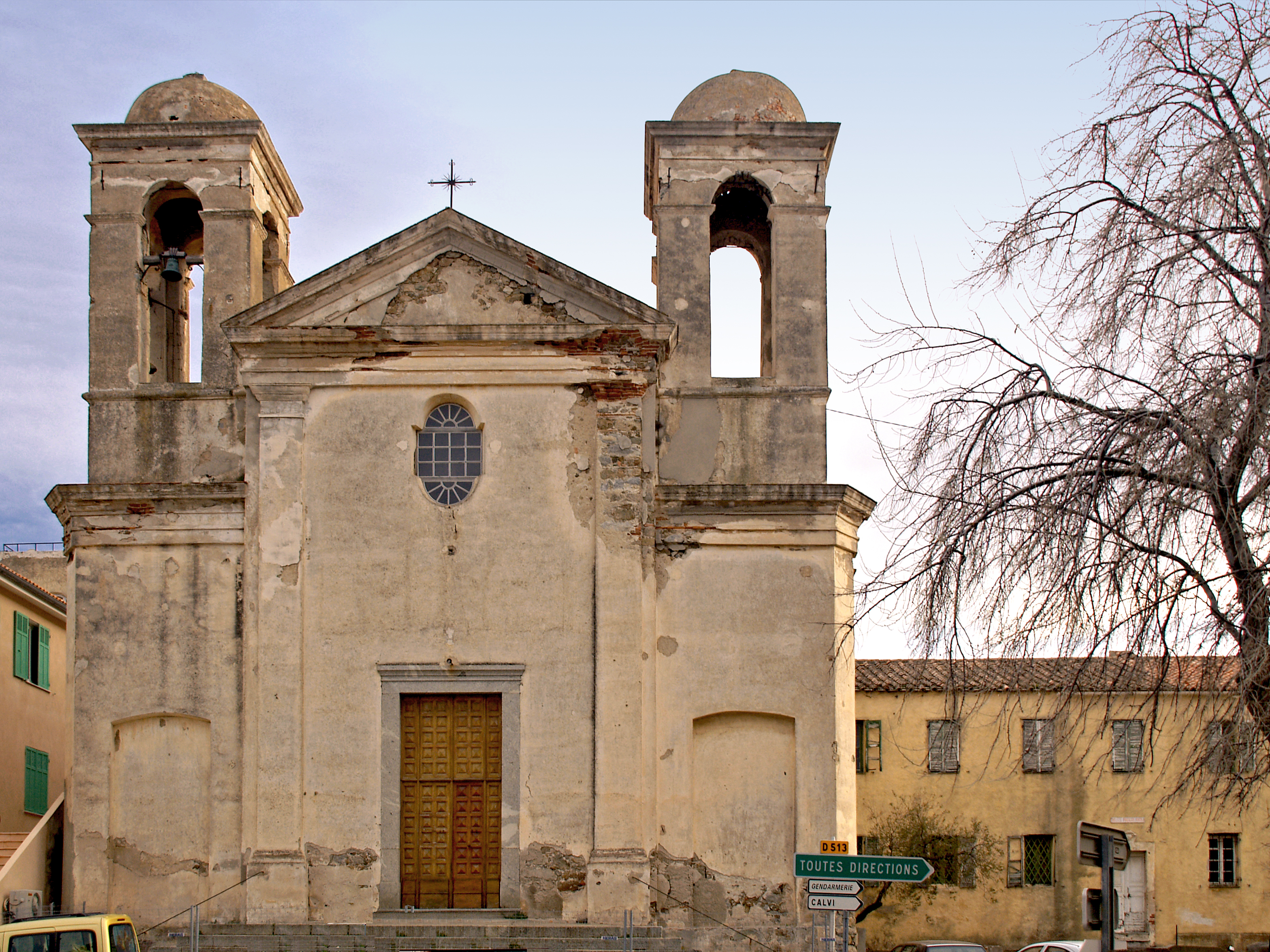
Церковь монастыря